# Falakró
Falakró är en bergskedja i Grekland.   Den ligger i regionen Östra Makedonien och Thrakien, i den nordöstra delen av landet, 400 km norr om huvudstaden Aten.
Falakró sträcker sig 32 km i öst-västlig riktning. Den högsta toppen är Khionótripa, 1 991 meter över havet.
Topografiskt ingår följande toppar i Falakró:
- Boz Dag
- Khionótripa
- Khorós
- Tikolnítsa
- Várdhina